# Port lotniczy Minneapolis-St. Paul
Port lotniczy Minneapolis-St. Paul (Minneapolis-St. Paul International Airport) – międzynarodowy port lotniczy położony około 16 km od centrum Minneapolis, i St. Paul, w stanie Minnesota. Jest jednym z największych portów lotniczych USA. W 2005 obsłużył prawie 36,75 mln pasażerów.

## Linie lotnicze i połączenia

### Terminal Lindbergh

#### Hall A
- Northwest Airlines
  - Northwest Airlink obsługiwane przez Mesaba Airlines (Aberdeen (SD), Appleton, Atlanta, Bay City/Saginaw, MI, Bemidji, Bismarck, Brainerd, Casper, Cedar Rapids/Iowa City, Chisholm-Hibbing, Dallas/Fort Worth, Des Moines, Dubuque, Duluth, Eau Claire, Grand Forks, Hancock, Hartford/Springfield, Houston-Intercontinental, Indianapolis, International Falls, Iron Mountain, La Crosse, Marquette, Mason City, Moline/Quad Cities, Nowy Orlean [sezonowo], Peoria, Rapid City, Rhinelander, Richmond, Rochester (MN), Sioux City, Sioux Falls, St. Cloud, Thunder Bay, Waterloo, Watertown (SD), Wausau)
  - Northwest Airlink obsługiwane przez Pinnacle Airlines (Albany, Appleton, Asheville, Bismarck, Casper, Cedar Rapids/Iowa City, Charleston (SC) [seasonal], Cincinnati, Cleveland, Columbus (OH), Dayton, Des Moines, Duluth, Eau Claire, Fargo, Fort Wayne, Grand Forks, Grand Rapids, Green Bay, Greensboro, Greenville/Spartanburg, Hancock, Harrisburg, Helena, Idaho Falls, Kalamazoo, Kansas City, Knoxville, La Crosse, Lincoln, Little Rock, Louisville, Madison, Moline/Quad Cities, Montreal, Myrtle Beach, Nashville, Norfolk, Northwest Arkansas/Fayetteville, Oklahoma City, Omaha, Pittsburgh, Rapid City, Regina, Richmond, Rochester (MN), Rochester (NY), Salt Lake City, Savannah [sezonowo], Sioux City, Sioux Falls, South Bend, Springfield (MO), St. Louis, Toronto-Pearson, Tulsa, Waszyngton-Dulles, Waterloo, Wausau, White Plains, Wichita, Winnipeg)

#### Hall B
- Northwest Airlines
  - Northwest Airlink obsługiwane przez Mesaba Airlines (Patrz Hall A)
  - Northwest Airlink obsługiwane przez Pinnacle Airlines (Patrz Hall A)

#### Hall C
- Northwest Airlines (Acapulco [sezonowo], Albuquerque, Amsterdam, Anchorage, Atlanta, Baltimore/Waszyngton, Bangor [sezonowo], Billings, Bismarck, Boise, Boston, Bozeman, Cabo San Lucas [sezonowo], Calgary, Cancún, Cedar Rapids/Iowa City, Charlotte, Chicago-Midway, Chicago-O'Hare, Cleveland, Colorado Springs, Columbus (OH), Cozumel [sezonowo], Dallas/Fort Worth, Denver, Des Moines, Detroit, Duluth, Eagle/Vail [seasonal], Edmonton, Fairbanks [seasonal], Fargo, Fort Lauderdale, Fort Myers, Grand Cayman [sezonowo], Grand Forks, Grand Rapids, Great Falls, Green Bay, Hartford/Springfield, Hayden/Steamboat [sezonowo], Honolulu, Houston-Intercontinental, Indianapolis, Ixtapa/Zihuatanejo [sezonowo], Jackson Hole [sezonowo], Jacksonville, Kalispell, Kansas City, Lansing, La Crosse, Las Vegas, Liberia (CR) [sezonowo, do stycznia 2009], Londyn-Heathrow, Los Angeles, Louisville, Madison, Manzanillo [sezonowo], Mazatlan [seasonal], Memphis, Miami, Milwaukee, Minot, Missoula, Montego Bay [seasonal], Myrtle Beach [sezonowo], Nashville, Nowy Orlean [sezonowo], Nowy Jork-JFK, Nowy Jork-LaGuardia, Newark, Omaha, Orlando, Palm Springs [sezonowo], Paryż-Charles de Gaulle [sezonowo], Filadelfia, Phoenix, Pittsburgh, Portland (OR), Providence, Puerto Vallarta [sezonowo], Punta Cana [sezonowo, do stycznia 2009], Raleigh/Durham, Rapid City, Rochester (MN), Sacramento, Saginaw, Salt Lake City, San Antonio, San Diego, San Francisco, San Juan [sezonowo], San Jose (CA), Santa Ana/Orange County, Seattle/Tacoma, Sioux Falls, Spokane, St. Louis, Tampa, Tokio-Narita, Toronto-Pearson, Traverse City, Tucson, Vancouver, Waszyngton-Dulles, Waszyngton-Reagan, Winnipeg) 
  - Northwest Airlink obsługiwane przez Compass Airlines (Austin, Boston, Cedar Rapids, Chicago-Midway, Cleveland, Dallas/Fort Worth, Fargo, Great Falls, Green Bay, Houston-Intercontinental, Kalispell, La Crosse, Louisville, Madison, Manchester (NH), Missoula, Nashville, Newark, Norfolk, Omaha, Filadelfia, Pittsburgh, Regina, Saginaw, Salt Lake City, San Antonio, Saskatoon, Vancouver, Waszyngton-Dulles)
  - Northwest Airlink obsługiwane przez Mesaba Airlines (Patrz Hall A)
  - Northwest Airlink obsługiwane przez Pinnacle Airlines (Patrz Hall A)

#### Hall D
- Northwest Airlines (Patrz Hall C) 
  - Northwest Airlink obsługiwane przez Compass Airlines (Patrz Hall C)

#### Hall E
- Air Canada
  - Air Canada Jazz (Toronto-Pearson)
- American Airlines (Chicago-O'Hare, Dallas/Fort Worth, Miami)
  - AmericanConnection obsługiwane przez Chautauqua Airlines (St. Louis)
  - AmericanConnection obsługiwane przez Trans States Airlines (St. Louis)
- Continental Airlines (Houston-Intercontinental, Newark) 
  - Continental Express obsługiwane przez ExpressJet Airlines (Cleveland, Houston-Intercontinental, Newark)
- Delta Air Lines (Atlanta, Salt Lake City)
  - Delta Connection obsługiwane przez Atlantic Southeast Airlines (Atlanta)
  - Delta Connection obsługiwane przez Comair (Cincinnati, Nowy Jork-JFK)
  - Delta Connection obsługiwane przez Freedom Airlines (New York-JFK)
  - Delta Connection obsługiwane przez SkyWest Airlines (Atlanta, Salt Lake City)
- Frontier Airlines (Denver)
- United Airlines (Chicago-O'Hare, Denver)
  - United Express obsługiwane przez Shuttle America (Chicago-O'Hare)
- US Airways (Charlotte, Las Vegas, Filadelfia, Phoenix)
  - US Airways Express obsługiwane przez Republic Airlines (Filadelfia)

#### Hall F
- Northwest Airlines (Patrz Hall C) 
  - Northwest Airlink obsługiwane przez Compass Airlines (Patrz Hall C)

#### Hall G
- Northwest Airlines (Patrz Hall C) 
  - Northwest Airlink obsługiwane przez Compass Airlines (Patrz Hall C)

### Terminal Humphrey
- AirTran Airways (Atlanta, Orlando, Tampa)
- Alaska Airlines (Seattle/Tacoma) [od 26 października]
- Icelandair (Reykjavík-Keflavik [sezonowo])
- Midwest Airlines (Milwaukee)
  - Midwest Connect obsługiwane przez SkyWest Airlines (Milwaukee)
- Sun Country Airlines (Anchorage [sezonowo], Cabo San Lucas [sezonowo], Cancún, Cozumel [sezonowo], Dallas/Fort Worth, Denver [czartery], Fort Myers, Harlingen [sezonowo], Ixtapa/Zihuatanejo [sezonowo], Las Vegas, Laughlin/Bullhead City, Los Angeles [do stycznia 2009], Manzanillo [sezonowo], Mazatlan [sezonowo], Miami [sezonowo], Montego Bay [sezonowo], Nowy Jork-JFK [do 5 stycznia], Orlando, Palm Springs [sezonowo], Phoenix, Puerto Vallarta [sezonowo], Punta Cana [sezonowo], San Diego, San Francisco [do stycznia 2009], Seattle/Tacoma [do stycznia 2009], San Juan [sezonowo], St. Maarten [sezonowo], St. Petersburg/Clearwater [sezonowo], St. Thomas [sezonowo], Tucson [sezonowo], Waszyngton-Dulles [sezonowo], West Palm Beach [sezonowo])

#### Czartery
- Omni Air International
- Ryan International Airlines
- Xtra Airways

### Cargo
- Bemidji Airlines (Alexandria (MN), Bemidji, Brainerd, Duluth, Eveleth, Fergus Falls, Grand Rapids, La Crosse, Marshall, Rice Lake, Thief River Falls, Winona)
- Capital Cargo International Airlines (Calgary, Toledo)
- DHL (Chicago-O'Hare, Wilmington (OH), San Francisco)
- FedEx Express (Chicago-O'Hare, Columbus-Rickenbacker, Duluth, Fort Worth, Grand Forks, Indianapolis, Memphis, Milwaukee, Oakland, Sioux Falls, Venice)
- Kitty Hawk Aircargo (Denver, Fort Wayne, Portland (OR), Seattle/Tacoma)
- United Parcel Service (Louisville, Peoria, Philadelphia, Rockford, Winnipeg)